# Красное (Новосибирская область)
Кра́сное — село в Чановском районе Новосибирской области. Входит в состав Красносельского сельсовета.

## География
Площадь села — 69 гектаров.

## История
Основано в 1766 году. В 1928 году село состояло из 247 хозяйств, основное население — русские. В административном отношении являлось центром Красносельского сельсовета Спасского района Барабинского округа Сибирского края.

## Население
| 2002 | 2007 | 2010 |
| ---- | ---- | ---- |
| 335  | ↗337 | ↘308 |

## Инфраструктура
В селе по данным на 2007 год функционируют 1 учреждение здравоохранения и 1 учреждение образования.

## Известные уроженцы
- Андросов, Геннадий Иванович (1939—2016) — советский пловец, чемпион Европы. Заслуженный мастер спорта СССР.